# Tadeusz Korzon

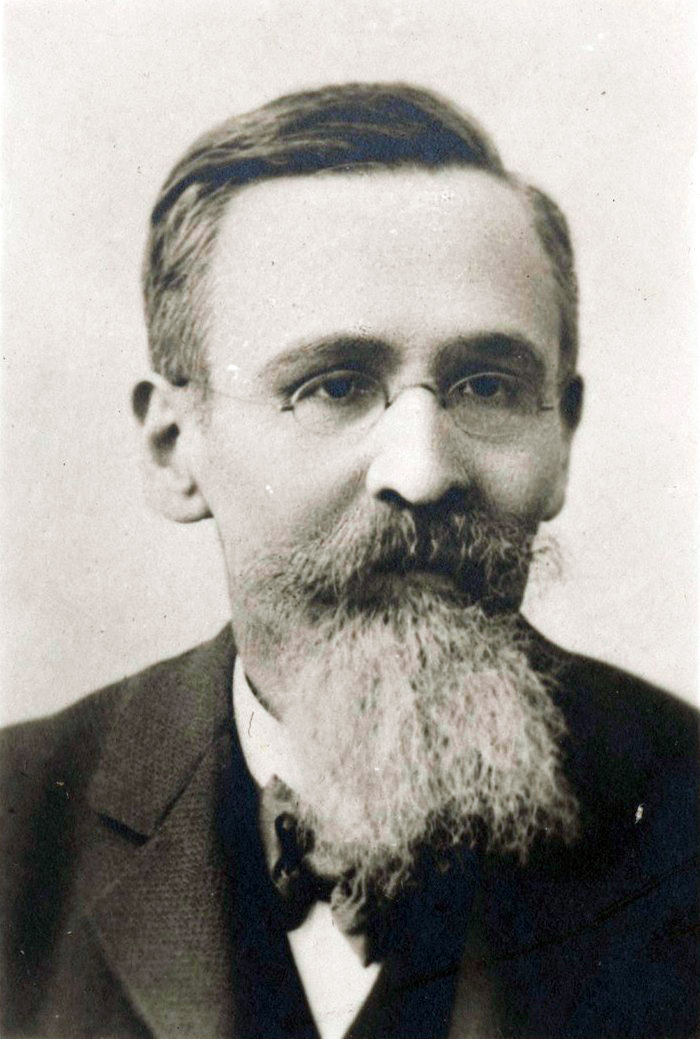
Tadeusz Korzon

Tadeusz Korzon, född 9 november 1839 i Minsk, död 8 mars 1918 i Warszawa, var en polsk historiker. 
Korzon studerade juridik och historia vid Moskvauniversitetet, verkade senare som gymnasielärare i Kaunas, men inblandades i den polska frihetsrörelsen 1861 och levde några år som förvisad i det inre av Ryssland, ägnade sig från 1867 åter åt lärarverksamhet, men blev 1900 bibliotekarie vid Zamoyskiinstitutionen. 
Korzon utövade en mångsidig historisk författarverksamhet; viktigast är hans vidlyftiga, särskilt från ekonomisk-statistisk synpunkt epokgörande skildring av Polens inre historia under dess siste kung (Wewnętrzne Dzieje Polski za Stanislawa Augusta, 1882–86; andra upplagan, I–VI, 1897–98), hans stora biografi av Tadeusz Kościuszko (1894) och hans breda, för Polens inre historia mycket givande skildring av Johan III Sobieskis liv intill kungavalet (Dola i niedola Jana Sobieskiego 1629–73, I–III, 1898). Dessutom utgav han historiska läroböcker och utövade ett omfattande redaktionellt medarbetarskap i den stora, sedan 1890 utkommande polska encyklopedin.